# Management by Participation
Management by Participation (deutsch „Führung durch Teilhabe“) ist in der Managementlehre und Personalführung der Anglizismus für eine Führungstechnik, bei der die Partizipation der Mitarbeiter am Führungs- und Entscheidungsprozess im Vordergrund steht.

## Allgemeines
Management dient dazu, die wirtschaftliche und soziale Effizienz der Unternehmensprozesse zu gewährleisten. Menschenführung ist jede zielbezogene, interpersonelle Verhaltensbeeinflussung mit Hilfe von Kommunikationsprozessen. Führungstechniken sind Vorgehensweisen und Maßnahmen der Personalführung in Personenvereinigungen (Unternehmen, Behörden, Ministerien) zur Verwirklichung vorgegebener Ziele (Unternehmensziele, Staatsziele), der Gestaltung der Führungssituation und der Behandlung der Mitarbeiter.
Den vorgegebenen Zielen werden die korrespondierenden Führungsziele der Führungskräfte untergeordnet, die diese mit Hilfe von Führungstechniken zu erreichen versuchen.

## Inhalt
Im Rahmen des kooperativen Führungsstils räumt das Management by Participation den Mitarbeitern die Teilnahme am Führungs- und Entscheidungsprozess ein. Voraussetzung ist eine intensive Kommunikation, die den Arbeitskräften regelmäßige Informationen zukommen lässt. Mitarbeiter werden bereits bei der Entscheidungsvorbereitung in den betrieblichen Entscheidungsprozess eingebunden. Diese Mitarbeiterbeteiligung beruht auf der Annahme, dass durch die Identifikation der Mitarbeiter mit den Unternehmenszielen – und dadurch mit der eigenen Arbeitsleistung – wächst, je mehr sie an der Formulierung dieser Ziele mitwirken können.

## Weitere „Management by“-Techniken
„Management by“-Techniken beruhen nicht auf wissenschaftlichen Erkenntnissen, sondern aus den Erfahrungswerten der Manager. Es gibt eine Vielzahl dieser „Management by“-Führungstechniken.
| Führungstechnik             | wesentliches Merkmal                                                                                     |
| --------------------------- | --- |
| Management by Delegation    | Delegation von Aufgaben, Kompetenzen und Verantwortung                                                   |
| Management by Exception     | Entscheidungen werden nur für Ausnahmefälle getroffen                                                    |
| Management by Motivation    | Schwerpunkt liegt auf der Arbeitsmotivation                                                              |
| Management by Objectives    | im Mittelpunkt stehen Zielvorgaben für Leistungsziele                                                    |
| Management by Participation | im Vordergrund steht die Partizipation (Teilhabe) der Mitarbeiter am Entscheidungs- und Geschäftsprozess |
| Management by Results       | Kern ist das vorgegebene Arbeitsergebnis                                                                 |

Im Regelfall steht bei ihnen lediglich ein Merkmal des Führungsprozesses im Vordergrund.

## Organisatorische Aspekte
Die erste entwickelte „Management-by“-Technik war das 1954 von Peter F. Drucker vorgestellte Management by Objectives. Sukzessive kam es zu weiteren Varianten, die ein bestimmtes Merkmal in den Vordergrund stellten. Die erste Publikation zum Management by Participation im Rahmen der Verhaltensforschung erschien im Jahre 1967 als Fallstudie.
Zwischen den „Management-by“-Techniken gibt es mehrere Abhängigkeiten und Gemeinsamkeiten. Management by Objectives und Management by Results ähneln sich, Management by Delegation wiederum setzt Management by Objectives voraus.